# باتريك راسيل
باتريك راسيل (بالدنماركية: Patrick Russell)‏ هو لاعب هوكي الجليد دنماركي، ولد في 4 يناير 1993 في Birkerød Municipality ‏ في الدنمارك.

## وصلات خارجية
- باتريك راسيل على موقع دوري الهوكي الوطني (الإنجليزية)
- باتريك راسيل على موقع الدوري الأمريكي لهوكي الجليد (الإنجليزية)
- باتريك راسيل على موقع EliteProspects.com (الإنجليزية)
- باتريك راسيل على موقع Eurohockey.com (الإنجليزية)
- باتريك راسيل على موقع HockeyDB.com (الإنجليزية)
- باتريك راسيل على موقع Hockey-Reference.com (الإنجليزية)
- باتريك راسيل على موقع أوليمبيديا (الإنجليزية)